# Platythomisus insignis
Platythomisus insignis är en spindelart som beskrevs av Pocock 1899. Platythomisus insignis ingår i släktet Platythomisus och familjen krabbspindlar. Inga underarter finns listade i Catalogue of Life.